# 1986년 로스앤젤레스 영화 비평가 협회상
제12회 로스앤젤레스 영화 비평가 협회상은 1986년 12월 13일 발표되어 1987년 1월 29일에 열린 시상식이다.

## 수상 및 후보

### 작품상
- 한나와 그 자매들

### 감독상
- 블루 벨벳 - 데이빗 린치 수상

### 남우주연상
- 모나리자 - 봅 홉킨스 수상

### 여우주연상
- 방랑자 - 샌드린 보네어 수상

### 남우조연상
- 블루 벨벳 - 데니스 호퍼 수상
- 후지어 - 데니스 호퍼 수상

### 여우조연상
- 모나리자 - 캐시 타이슨 수상

### 각본상
- 한나와 그 자매들 - 우디 앨런 수상

### 촬영상
- 미션 - 크리스 멘지스 수상

### 음악상
- 라운드 미드나잇 - 허비 행콕 수상
- 라운드 미드나잇 - 덱스터 고든 수상

### 외국어영화상
- 방랑자 - 아녜스 바르다 수상

### 독립영화상
- 세컨드 오브 히스 라이프 - Jonas Mekas 수상
- 막달레나 버라가 - 니나 멩키스 수상